# Liste der Biografien/Tif
Liste der Biografien |
Portal Biografien |
Personensuche
# |
A |
B |
C |
D |
E |
F |
G |
H |
I |
J |
K |
L |
M |
N |
O |
P |
Q |
R |
S |
T |
U |
V |
W |
X |
Y |
Z |
?
 
Ta |
Tc |
Te |
Tf |
Tg |
Th |
Ti |
Tj |
Tk |
Tl |
Tm |
To |
Tq |
Tr |
Ts |
Tu |
Tv |
Tw |
Tx |
Ty |
Tz
 
Tia |
Tib |
Tic |
Tid |
Tie |
Tif |
Tig |
Tih |
Tii |
Tij |
Tik |
Til |
Tim |
Tin |
Tio |
Tip |
Tiq |
Tir |
Tis |
Tit |
Tiu |
Tiv |
Tiw |
Tix |
Tiy |
Tiz
Die Liste der Biografien führt alle Personen auf, die in der deutschsprachigen Wikipedia einen Artikel haben. Dieses ist eine Teilliste mit 24 Einträgen von Personen, deren Namen mit den Buchstaben „Tif“ beginnt.

## Tif

### Tiff
- Tiff, Milan (* 1949), US-amerikanischer Leichtathlet
- Tiffany (* 1971), US-amerikanische Popsängerin und SchauspielerinTiffany (* 1971)

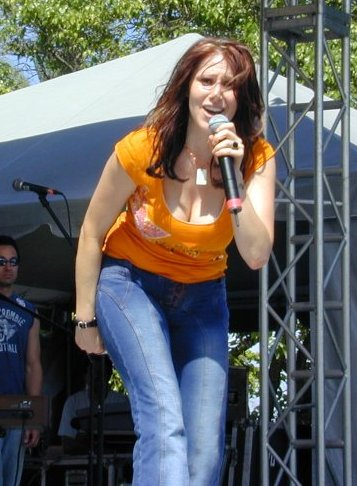
Tiffany (* 1971)

- Tiffany, Charles Lewis (1812–1902), US-amerikanischer Juwelier und Mitbegründer des Unternehmens Tiffany & Co.
- Tiffany, Don, Schauspieler
- Tiffany, John (* 1971), britischer Theaterdirektor
- Tiffany, John Kerr (1842–1897), US-amerikanischer Philatelist
- Tiffany, Louis Comfort (1848–1933), US-amerikanischer Maler und Glaskünstler
- Tiffany, Tom (* 1957), US-amerikanischer Politiker der Republikanischen Partei
- Tiffels, Dominik (* 1994), deutscher Eishockeyspieler
- Tiffels, Frederik (* 1995), deutscher Eishockeyspieler
- Tiffen, Ira (* 1951), US-amerikanischer Optikdesigner und Glaskünstler
- Tiffen, Nat (1925–2006), US-amerikanischer Ingenieur und Unternehmer
- Tiffen, Steven (* 1960), US-amerikanischer Manager, Chairman und CEO The Tiffen Company
- Tiffeneau, Marc (1873–1945), französischer Chemiker, Mediziner und Pharmakologe
- Tiffert, Alexander, deutscher Fotograf, Organisationsberater, Hochschuldozent und Autor
- Tiffert, Christian (* 1982), deutscher Fußballspieler und Fußballtrainer
- Tiffin, Edward (1766–1829), US-amerikanischer Politiker, Gouverneur von Ohio
- Tiffin, George, britischer Kameramann, Werbefilmer, Drehbuchautor und Filmproduzent
- Tiffin, Pamela (1942–2020), US-amerikanische Schauspielerin und Model
- Tiffith, Anthony (* 1974), US-amerikanischer Produzent und Unternehmer
- Tiffner, Andreas (* 1991), österreichischer Fußballspieler
- Tiffoche, Gustave (1930–2011), französischer Maler und Kunsttöpfer
- Tiffoney, Scott (* 1998), schottischer Fußballspieler

### Tift
- Tift, Nelson (1810–1891), US-amerikanischer Politiker